# Brandivy
Brandivy (in bretone: Brandevi) è un comune francese di 1 188 abitanti situato nel dipartimento del Morbihan nella regione della Bretagna.
Il territorio comunale è bagnato dal fiume Auray.

## Società

### Evoluzione demografica
Abitanti censiti